# Trophée du Norisring
Les 200 miles du Norisring ou Trophée Norisring (en allemand : Norisring Trophäe) est une course automobile qui se déroule au circuit urbain temporaire de Norisring à Nuremberg, en Allemagne.
La première épreuve a été courue en 1967, le trophée a accueilli une variété de séries nationales et internationales, allant de voitures de tourisme aux voitures de sport. Le Trophée Norisring fait actuellement partie des  séries Deutsche Tourenwagen Masters (DTM).

## Historique
Les courses de voitures de sport ont commencé au Norisring en 1967 en tant qu'événement sur une distance de 200 miles (320 km) soutenu par l'Allgemeiner Deutscher Automobil-Club (ADAC), sans aucune affiliation à d'autres championnats. En 1970, l'événement est devenu une partie du calendrier du championnat de l'Interserie, même quand il a commencé à partager avec la nouvelle série Deutsche Rennsport Meisterschaft (DRM) en 1973. Le DRM cependant est devenu le détenteur du Trophée Norisring de 1974 à 1977, avec une exception pour l'année 1975 quand il a été attribué à une course de Championnat GT d'Europe.

Bien que les DRM aient continué à courir au Norisring, une course hors championnat a eu lieu pour le Trophée Norisring de 1978 à 1985. Après la disparition de la DRM à la fin de 1985, la nouvelle série Supercup couru le Trophée Norisring, bien que l'événement a été partagé avec le Championnat du monde des voitures sport-prototype en 1986 et 1987. La série Supercup a été cependant de courte durée, et en 1990 le Trophée Norisring passe à la série de voitures de tourisme.
Les séries nationales de Deutsche Tourenwagen Meisterschaft ont choisi le Trophée Norisring comme l'un de leurs événements, tenant deux courses chaque année jusqu'en 1996 (quand la série a couru sous le couvert du championnat de International Tour Car' (ITC)). Cette série n'est pas la dernière, et la Super Tourenwagen Cup reprend là où le DTM et ITC avait laissé, courant 2 courses jusqu'en 1999.
Une nouvelle série Deutsche Tourenwagen Masters a été développée en 2000, et elle a de nouveau couru en compétition pour le trophée Norisring. Leur première année, ils ont utilisé le format de 2 courses jumelles avant de revenir à une seule qui est devenue la norme en 2001.
Cette course a  aussi été connue après la mort de Pedro Rodríguez lors de l'événement de 1971.

## Autres courses
Le week-end de course de Norisring combine une variété de séries et de formats de course. Cependant, une seule course chaque année est désigné le Trophée Norisring. Cette course, généralement la plus longue course de l'événement, environ 200 miles, (320 km) est supporté par plusieurs petites séries qui courent des distances égales ou plus courtes. Bien que le DRM ait couru au Norisring chaque année de 1974 à 1985, il a servi comme support de course plusieurs fois. Le Championnat BMW M1 Procar  a également couru au Norisring en 1980. Les séries ADAC GT Masters de voitures de sport est actuellement la course support pour le DTM au Norisring.

## Palmarès
| Année             | Pilote                                        | Team                                          | Voiture                                       | Séries                                        |                   |
| Circuit de 3,9 km | Circuit de 3,9 km                             | Circuit de 3,9 km                             | Circuit de 3,9 km                             | Circuit de 3,9 km                             | Circuit de 3,9 km |
| ----------------- | --------------------------------------------- | --------------------------------------------- | --------------------------------------------- | --------------------------------------------- | ----------------- |
| 1967              | Frank Gardner                                 | Sid Taylor                                    | Lola T70 Mk.3-Chevrolet                       | Pas de championnat                            |                   |
| 1968              | David Piper                                   | Piper Racing                                  | Ferrari 330 P3/4                              | Pas de championnat                            |                   |
| 1969              | Brian Redman                                  | Sid Taylor                                    | Lola T70 Mk.3-Chevrolet                       | Pas de championnat                            |                   |
| 1970              | Jürgen Neuhaus                                | Gesipa Racing Team                            | Porsche 917K                                  | Interserie                                    |                   |
| 1971              | Chris Craft                                   | Ecurie Evergreen                              | McLaren M8E-Chevrolet                         | Interserie                                    |                   |
| Circuit de 2,3 km |                                               |                                               |                                               |                                               |                   |
| 1972              | Leo Kinnunen                                  | AAW Racing Team                               | Porsche 917/10 TC                             | Interserie                                    |                   |
| 1973              | Leo Kinnunen                                  | AAW Racing Team                               | Porsche 917/10 TC                             | Interserie                                    |                   |
| 1974              | Hans-Joachim Stuck                            | BMW Motorsport GmbH                           | BMW 3.0 CSL                                   | DRM (Division 1)                              |                   |
| 1974              | Dieter Glemser                                | Castrol Team Zakspeed                         | Ford Escort                                   | DRM (Division 2)                              |                   |
| 1975              | John Fitzpatrick                              | Gelo Racing                                   | Porsche 911 Carrera RSR                       | Non-championship                              |                   |
| 1976              | Bob Wollek                                    | Vaillant Kremer Racing                        | Porsche 934                                   | DRM (Division 1)                              |                   |
| 1976              | Klaus Ludwig                                  | Europa Möbel Team Zakspeed                    | Ford Escort II                                | DRM (Division 2)                              |                   |
| 1977              | Rolf Stommelen                                | Gelo Racing                                   | Porsche 935                                   | DRM (Division 1)                              |                   |
| 1977              | Eddie Cheever                                 | BMW Junior Team                               | BMW 320                                       | DRM (Division 2)                              |                   |
| 1978              | Bob Wollek                                    | Vaillant Kremer Racing                        | Porsche 935/77A                               | Pas de championnat                            |                   |
| 1979              | Rolf Stommelen                                | Liqui Moly Equipe                             | Porsche 935J                                  | Pas de championnat                            |                   |
| 1980              | John Fitzpatrick                              | Dick Barbour Racing                           | Porsche 935 K3/80                             | DRM (Division 1)                              |                   |
| 1980              | Harald Ertl                                   | Sachs Sporting                                | Ford Capri Turbo                              | DRM (Division 2)                              |                   |
| 1981              | Bob Wollek                                    | Jägermeister Kremer Racing                    | Porsche 935 K4                                | Pas de championnat                            |                   |
| 1982              | Jochen Mass                                   | Rothmans Porsche                              | Porsche 956                                   | DRM                                           |                   |
| 1983              | Stefan Bellof                                 | Rothmans Porsche                              | Porsche 956                                   | Pas de championnat                            |                   |
| 1984              | Manfred Winkelhock                            | Liqui Moly Kremer                             | Porsche 956B                                  | Non-championship                              |                   |
| 1985              | Klaus Ludwig                                  | Porsche Kremer Racing                         | Porsche 956                                   | Pas de championnat                            |                   |
| 1986              | Klaus Ludwig                                  | Blaupunkt Joest Racing                        | Porsche 956B                                  | WSC & Supercup                                |                   |
| 1987              | Jonathan Palmer Mauro Baldi                   | Liqui Moly Equipe                             | Porsche 962C GTi                              | WSC & Supercup                                |                   |
| 1988              | Jean-Louis Schlesser                          | Team Sauber Mercedes                          | Sauber C9-Mercedes                            | Supercup                                      |                   |
| 1989              | Frank Jelinski                                | Joest Racing                                  | Porsche 962C                                  | Supercup                                      |                   |
| 1990              | Hans-Joachim Stuck                            | SMS Competition                               | Audi V8 quattro DTM                           | DTM (Race 1)                                  |                   |
| 1990              | Roberto Ravaglia                              | Schnitzer Motorsport                          | BMW M3                                        | DTM (Race 2)                                  |                   |
| 1991              | Kurt Thiim                                    | AMG Racing                                    | Mercedes-Benz 190E                            | DTM (Race 1)                                  |                   |
| 1991              | Hans-Joachim Stuck                            | SMS Competition                               | Audi V8 quattro DTM                           | DTM (Race 2)                                  |                   |
| 1992              | Joachim Winkelhock                            | Schnitzer Motorsport                          | BMW M3                                        | DTM (Race 1)                                  |                   |
| 1992              | Steve Soper                                   | Scuderia Bigazzi                              | BMW M3                                        | DTM (Race 2)                                  |                   |
| 1993              | Nicola Larini                                 | Alfa Corse                                    | Alfa Romeo 155 V6 Ti                          | DTM (Race 1)                                  |                   |
| 1993              | Nicola Larini                                 | Alfa Corse                                    | Alfa Romeo 155 V6 Ti                          | DTM (Race 2)                                  |                   |
| 1994              | Nicola Larini                                 | Alfa Corse                                    | Alfa Romeo 155 V6 Ti                          | DTM (Race 1)                                  |                   |
| 1994              | Kris Nissen                                   | Schübel Engineering                           | Alfa Romeo 155 V6 Ti                          | DTM (Race 2)                                  |                   |
| 1995              | Christian Danner                              | Schübel Engineering                           | Alfa Romeo 155 V6 Ti                          | DTM (Race 1)                                  |                   |
| 1995              | Bernd Schneider                               | AMG Racing                                    | Mercedes-Benz Classe C                        | DTM (Race 2)                                  |                   |
| 1996              | Klaus Ludwig                                  | Opel Team Zakspeed                            | Opel Calibra V6                               | ITC (Race 1)                                  |                   |
| 1996              | Klaus Ludwig                                  | Opel Team Zakspeed                            | Opel Calibra V6                               | ITC (Race 2)                                  |                   |
| 1997              | Joachim Winkelhock                            | BMW Team Bigazzi                              | BMW 320i                                      | STW (Race 1)                                  |                   |
| 1997              | Joachim Winkelhock                            | BMW Team Bigazzi                              | BMW 320i                                      | STW (Race 2)                                  |                   |
| 1998              | Jörg van Ommen                                | Peugeot Esso                                  | Peugeot 406                                   | STW (Race 1)                                  |                   |
| 1998              | Laurent Aïello                                | Peugeot Esso                                  | Peugeot 406                                   | STW (Race 2)                                  |                   |
| 1999              | Uwe Alzen                                     | Warsteiner Team Holzer                        | Opel Vectra                                   | STW (Race 1)                                  |                   |
| 1999              | Manuel Reuter                                 | Warsteiner Team Holzer                        | Opel Vectra                                   | STW (Race 2)                                  |                   |
| 2000              | Joachim Winkelhock                            | Opel Team Holzer                              | Opel Astra V8 Coupé                           | DTM (Race 1)                                  |                   |
| 2000              | Bernd Schneider                               | D2 AMG-Mercedes                               | Mercedes-Benz CLK DTM (en)                    | DTM (Race 2)                                  |                   |
| 2001              | Uwe Alzen                                     | AMG-Mercedes                                  | Mercedes-Benz CLK DTM                         | DTM                                           |                   |
| 2002              | Laurent Aïello                                | Abt Sportsline                                | Abt Audi TT-R                                 | DTM                                           |                   |
| 2003              | Christijan Albers                             | AMG-Mercedes                                  | Mercedes-Benz CLK DTM                         | DTM                                           |                   |
| 2004              | Gary Paffett                                  | AMG-Mercedes                                  | Mercedes-Benz AMG C-Class DTM (W203) (en)     | DTM                                           |                   |
| 2005              | Gary Paffett                                  | AMG-Mercedes                                  | Mercedes-Benz AMG C-Class DTM (W203)          | DTM                                           |                   |
| 2006              | Bruno Spengler                                | H.W.A. GmbH                                   | Mercedes-Benz AMG C-Class DTM (W203)          | DTM                                           |                   |
| 2007              | Bruno Spengler                                | DaimlerChrysler Bank AMG-Mercedes             | Mercedes-Benz AMG C-Class DTM (W204) (en)     | DTM                                           |                   |
| 2008              | Jamie Green                                   | Salzgitter AMG-Mercedes                       | Mercedes-Benz AMG C-Class DTM (W204)          | DTM                                           |                   |
| 2009              | Jamie Green                                   | Persson Motorsport                            | Mercedes-Benz AMG C-Class DTM (W204)          | DTM                                           |                   |
| 2010              | Jamie Green                                   | Persson Motorsport                            | Mercedes-Benz AMG C-Class DTM (W204)          | DTM                                           |                   |
| 2011              | Bruno Spengler                                | Team H.W.A.                                   | Mercedes-Benz AMG C-Class DTM (W204)          | DTM                                           |                   |
| 2012              | Jamie Green                                   | Team H.W.A.                                   | Mercedes-AMG C-Coupé DTM (en)                 | DTM                                           |                   |
| 2013              | Pas de vainqueur                              | Pas de vainqueur                              | Pas de vainqueur                              | DTM                                           |                   |
| 2014              | Robert Wickens                                | HWA Team                                      | Mercedes-AMG C-Coupé DTM                      | DTM                                           |                   |
| 2015              | Pascal Wehrlein                               | HWA Team                                      | Mercedes-AMG C-Coupé DTM                      | DTM (Race 1)                                  |                   |
| 2015              | Robert Wickens                                | HWA Team                                      | Mercedes-AMG C-Coupé DTM                      | DTM (Race 2)                                  |                   |
| 2016              | Edoardo Mortara                               | Audi Sport Team Abt Sportsline                | Audi RS5 DTM                                  | DTM (Race 1)                                  |                   |
| 2016              | Nico Müller                                   | Audi Sport Team Abt                           | Audi RS5 DTM                                  | DTM (Race 2)                                  |                   |
| 2017              | Bruno Spengler                                | BMW Team RBM                                  | BMW M4 DTM                                    | DTM (Race 1)                                  |                   |
| 2017              | Maxime Martin                                 | BMW Team RBM                                  | BMW M4 DTM                                    | DTM (Race 2)                                  |                   |
| 2018              | Edoardo Mortara                               | HWA Team                                      | Mercedes-AMG C63 DTM                          | DTM (Race 1)                                  |                   |
| 2018              | Marco Wittmann                                | BMW Team RMG                                  | BMW M4 DTM                                    | DTM (Race 2)                                  |                   |
| 2019              | René Rast                                     | Audi Sport Team Rosberg                       | Audi RS5 Turbo DTM (en)                       | DTM (Race 1)                                  |                   |
| 2019              | Bruno Spengler                                | BMW Team RMG                                  | BMW M4 Turbo DTM 2019                         | DTM (Race 2)                                  |                   |
| 2020              | Non tenu en raison de la pandémie de COVID-19 | Non tenu en raison de la pandémie de COVID-19 | Non tenu en raison de la pandémie de COVID-19 | Non tenu en raison de la pandémie de COVID-19 |                   |
| 2021              | Maximilian Götz                               | Mercedes-AMG Team HRT                         | Mercedes-AMG GT3 Evo                          | DTM (Race 1)                                  |                   |
| 2021              | Maximilian Götz                               | Mercedes-AMG Team HRT                         | Mercedes-AMG GT3 Evo                          | DTM (Race 2)                                  |                   |
| 2022              | Thomas Preining                               | KÜS Team Bernhard                             | Porsche 911 GT3 R (991)                       | DTM (Race 1)                                  |                   |
| 2022              | Felipe Fraga                                  | Red Bull AlphaTauri AF Corse                  | Ferrari 488 GT3 Evo 2020                      | DTM (Race 2)                                  |                   |
| 2023              | Sheldon van der Linde                         | Schubert Motorsport                           | BMW M4 GT3                                    | DTM (Race 1)                                  |                   |
| 2023              | Thomas Preining                               | Manthey EMA                                   | Porsche 911 GT3 R (992)                       | DTM (Race 2)                                  |                   |